# 阿德尔斯海姆
阿德尔斯海姆（德語：Adelsheim，發音：[ˈaːdl̩sˌhaɪm] ⓘ；南法兰克语：Alleze）是德国巴登-符腾堡州卡尔斯鲁厄行政区内卡-奥登林山县的城市，面积43.84平方千米，2023年12月31日人口为5,313人。